# 善照寺 (奈良県安堵町)
善照寺（ぜんしょうじ）は、奈良県生駒郡安堵町にある浄土真宗本願寺派の寺院。山号は龍華山。本尊は阿弥陀如来。

## 歴史
応仁元年（1467年）開山。真宗の念仏道場として始まり、享保20年（1735年）に善照寺の寺号を下賜される。明治6年（1873年）には、境内に「明倫館」の名で呼ばれる小学校が創設される。

## 冨生の松
境内には、約250年前に福井県冨生村から水路で運ばれてきたといわれる樹齢およそ300年の「冨生の松」の名で呼ばれる根上りの松が佇んでいる。

## 周辺
- 安堵町歴史民俗資料館
- 広峰神社
- 飽波神社
- 極楽寺